# Gheorghe Iancu
Gheorghe Iancu (Bucarest, 21 dicembre 1956) è un ballerino e coreografo rumeno naturalizzato italiano.

## Biografia
Si forma professionalmente a Bucarest con Constantin Marinescu per la preparazione classica, Miriam Răducanu per quella moderna e contemporanea. Si perfeziona inoltre con i maestri Semionov del Teatro Bol'šoj di Mosca ed Omrihin del Teatro Kirov di San Pietroburgo. Ancora allievo, vince due medaglie al concorso internazionale di Varna. 
La prima compagnia con la quale collabora è la Compagnia Cosi–Ştefanescu ma la sua consacrazione avviene grazie all'incontro con Carla Fracci. Insieme stringono un legame artistico importante, danzando nei maggiori teatri italiani e del mondo: Teatro alla Scala di Milano, Covent Garden di Londra, Teatro Bol'šoj, Opera di Berlino, Opera di Roma, Gran Teatro La Fenice di Venezia, Arena di Verona, Teatro di San Carlo di Napoli, Teatro Colón di Buenos Aires, Opera di Monte Carlo, Salle Playel di Parigi, Opera di Rio de Janeiro, Festival di Spoleto, Teatro Massimo di Palermo, per citarne alcuni.
Nel 1992 in occasione de la prima milanese del balletto La mascherata, rinomina la compagnia EstBalletto in Fabula Saltica. La direzione artistica di questa compagnia, era già stata acquisita nel 1990 e verrà lasciata nel 1996, nel frattempo crea Aura (dal quale è tratto il magnifico assolo Mazzafionda), Riccardo III, del quale è protagonista e coreografo. Con questo lavoro vince il premio Danza & Danza quale miglior balletto dell'anno.
A seguire il magnifico Synthesis, ricostruzione basata sul balletto triadico di O. Schlemmer; nel 2002 crea per il Maggio Musicale Fiorentino Donne, anch'esso premiato da Danza & Danza.
Per il Piccolo Teatro di Milano ha creato coreografie per le seguenti pièces: Storia di una gabbianella e del gatto che le insegnò a volare, Il piccolo principe e Peter Pan.
Gheorghe Iancu collabora anche con il regista e costumista Pier Luigi Pizzi: l'ultima sua creazione per il Teatro alla Scala risale al periodo ottobre/novembre 2008 con le danze ne La vedova allegra. Degne di essere citate anche le coreografie Macbeth (anno 2007), Carmen (anno 2008), Cleopatra (anno 2008): la prima, ripresa dalla produzione già effettuata con l'Arena di Verona, le altre due appositamente generate per lo Sferisterio Opera Festival. Le tre coreografie sono state, negli anni succitati, rappresentate all'Arena Sferisterio di Macerata.
A seguito di una bellissima ricostruzione coreografica, registica e librettistica de Il Lago dei Cigni viene nominato nell'Aprile 2008 direttore del ballo all'Opera Nazionale di Bucarest.
Nell'ambito della Cultura Romena è stato insignito nel Mese di dicembre 2008 di un premio istituzionale quale coreografo dell'anno 2008; il 1º marzo 2009, per il popolo romeno festa della primavera, ha portato in scena a Bucarest Donne uno dei suoi maggiori capolavori.
Dal marzo 2009 ha lasciato l'incarico di Direttore del ballo a Bucarest.
Dal 28 aprile 2009 al 3 maggio 2009 è stato protagonista come danzatore de L'Après-midi d'un faune (Il pomeriggio di un fauno) al Teatro dell'Opera di Roma nell'ambito delle celebrazioni della nascita dei Ballets Russes, traendone un clamoroso successo.
Durante il mese di luglio 2009, ha partecipato al Festival dei Due Mondi a Spoleto, in qualità di coreografo ed interprete nell'opera–commedia Mozart, interpretando il ruolo del maestro di ballo Gaetano Vestris.
Nell'ambito del Festival George Enescu che si è svolto a Bucarest (fine di agosto - fine settembre 2009) ha partecipato in veste di coreografo, regista e librettista presentando la propria versione de Lacul Lebedelor (Il lago dei cigni), già presentato nell'anno 2008.
Nel gennaio 2010 ha tenuto il primo stage internazionale della sua carriera italiana, in un'accademia di danza nei pressi di Torino.
Per lo Sferisterio di Macerata il SOF 2010 a partire dal 30 luglio 2010 è stato coreografo per tre opere: Faust, I Lombardi alla Prima Crociata, La forza del destino.
Tra il 2003 e il 2010 ha partecipato in qualità di giudice esterno al talent show Amici di Maria De Filippi.

## Curiosità
- Non ha mai fatto mistero del suo amore per la filosofia indiana e di amare molto il mare data la sua passione per il diving; ha comunque affermato che il paese più bello in cui vivere resta, per lui, l'Italia. Il maestro Iancu in un'intervista ha precisato di non abbracciare la religione indiana.

- Sulla sua figura è stato scritto un libro didascalico nel settembre 2008. La seconda edizione di questo libro, in commercio dall'aprile 2010, è stato tradotto in lingua romena per la fruizione a favore del popolo romeno in Italia.

| Controllo di autorità | VIAF (EN) 63827005 · SBN DDSV046672 · LCCN (EN) no2008119412 |